# Aka-Jahan Dastagir
Aka-Jahan Dastagir (ur. 5 czerwca 1946 w Kabulu) – afgański zapaśnik walczący w stylu wolnym. Olimpijczyk z Meksyku 1968, gdzie zajął 21. miejsce w kategorii do 70 kg.

## Letnie Igrzyska Olimpijskie 1968
| Konkurencja      | Rundy eliminacyjne   | Rundy eliminacyjne    | Klas. końcowa |
| Konkurencja      | Przeciwnik I         | Przeciwnik II         | Miejsce       |
| ---------------- | -------------------- | --------------------- | ------------- |
| 70 kg styl wolny | Janusz Pająk (POL) P | Károly Buzás (HUN) DQ | 21.           |